# Liga de Voleibol Superior Femenino 2024
Liga de Voleibol Superior Femenino 2024 var den 55:e upplagan av tävlingen som utser de puertoricanska mästarna i volleyboll på damsidan. Tävlingen spelades 18 januari till 22 april 2024. I turneringen deltog 7 lag och Cangrejeras de Santurce blev mästare för första gången genom att besegra Atenienses de Manati i finalen.. Karla Santos utsågs till mest värdefulla spelare i grundserien, medan Debora Seilhamer fick samma utmärkelse i finalen.

## Regelverk
Turneringen spelades med gruppspel följt av cupspel. Lagen spelade gruppspel där alla lag mötte varandra fyra gånger för totalt 24 matcher. I slutet av grundserien gick lagen på plats tre till sex vidare till kvartsfinaler som spelade i bäst av fem matcher där trean mötte sexan och fyran mötte femma. Ettan och tvåan i serien gick direkt till semifinal, där mötena spelades i bäst av sju matcher. Även finalen spelades i bäst av sju matcher.

### Metod för att bestämma tabellplacering
Om slutresultatet blev 3-0 eller 3-1 tilldelades 3 poäng till det vinnande laget och 0 till det förlorande laget, om slutresultatet blev 3-2 tilldelades 2 poäng till det vinnande laget och 1 till det förlorande laget.
Lagens position i respektive grupp bestämdes utifrån (i tur och ordning):
- Poäng;
- Antal vunna matcher
- Kvot vunna/förlorade set
- Kvot vunna/förlorade bollpoäng.

## Deltagande lag
I serien deltog sju franchiselag. Jämfört med tidigare år ersattes Leonas de Ponce av Mets de Guaynabo.
| Klubb                   | Stad      | Hemmaplan                       | Föregående säsong                    |
| ----------------------- | --------- | ------------------------------- | ------------------------------------ |
| Atenienses de Manati    | Manatí    | Coliseo Juan Aubin Cruz Abreu   | 5:a i LVSF, semifinal i slutspelet   |
| Cangrejeras de Santurce | San Juan  | Coliseo Roberto Clemente        | 1:a i LVSF, final i slutspelet       |
| Changas de Naranjito    | Naranjito | Coliseo Gelito Ortega           | 3:a i LVSF, semifinal i slutspelet   |
| Criollas de Caguas      | Caguas    | Coliseo Roger L. Mendoza        | 4:a i LVSF, kvartsfinal i slutspelet |
| Mets de Guaynabo        | Guaynabo  | Coliseo Mario Morales           | -                                    |
| Pinkin de Corozal       | Corozal   | Coliseo Carmen Zoraida Figueroa | 2:a i LVSF, Puertoricanska mästare   |
| Valencianas de Juncos   | Juncos    | Coliseo Rafael Amalbert         | 6:a i LVSF, kvartsfinal i slutspelet |

## Turneringen

### Grundserien

#### Resultat
| Resultat Grundserien |                      |     |                                   |
|                      |                      |     |                                   |
| 18-01                | Naranjito - Manatí   | 0-3 | 15-25, 14-25, 11-25               |
| 19-01                | Corozal - Caguas     | 0-3 | 19-25, 21-25, 22-25               |
| 19-01                | Juncos - Santurce    | 3-1 | 19-25, 25-19, 25-23, 25-23        |
| 20-01                | Manatí - Guaynabo    | 3-0 | 25-14, 25-21, 25-21               |
| 21-01                | Caguas - Juncos      | 3-1 | 25-16, 18-25, 27-25, 25-17        |
| 22-01                | Santurce - Manatí    | 3-1 | 25-18, 25-19, 19-25, 25-23        |
| 23-01                | Guaynabo - Juncos    | 2-3 | 22-25, 25-23, 24-26, 25-22, 12-15 |
| 24-01                | Naranjito - Santurce | 0-3 | 22-25, 24-26, 19-25               |
| 24-01                | Manatí - Caguas      | 3-0 | 26-24, 25-15, 25-15               |
| 24-01                | Juncos - Corozal     | 3-2 | 25-23, 22-25, 25-22, 16-25, 17-15 |
| 26-01                | Corozal - Manatí     | 3-0 | 25-16, 25-22, 25-14               |
| 26-01                | Caguas - Naranjito   | 3-2 | 27-29, 25-23, 23-25, 25-13, 15-9  |
| 26-01                | Guaynabo - Santurce  | 2-3 | 25-16, 14-15, 25-21, 19-25, 10-15 |
| 27-01                | Naranjito - Corozal  | 2-3 | 25-19, 25-22, 28-30, 22-25, 10-15 |
| 28-01                | Guaynabo - Caguas    | 3-0 | 25-14, 25-18, 25-16               |
| 28-01                | Manatí - Juncos      | 3-1 | 29-31, 25-14, 26-24, 25-17        |
| 30-01                | Juncos - Naranjito   | 3-2 | 25-17, 20-25, 25-15, 15-25, 15-6  |
| 30-01                | Corozal - Guaynabo   | 3-1 | 25-23, 25-18, 14-25, 25-17        |
| 30-01                | Santurce - Caguas    | 2-3 | 22-25, 32-30, 25-22, 19-25, 11-15 |
| 01-02                | Corozal - Santurce   | 1-3 | 19-25, 25-19, 22-25, 25-27        |
| 01-02                | Juncos - Guaynabo    | 3-0 | 25-20, 25-19, 25-9                |
| 01-02                | Manatí - Naranjito   | 3-1 | 25-23, 25-22, 23-25, 25-15        |
| 03-02                | Santurce - Juncos    | 3-0 | 25-15, 25-16, 25-17               |
| 03-02                | Caguas - Corozal     | 2-3 | 22-25, 25-15, 23-25, 25-19, 9-15  |
| 04-02                | Manatí - Santurce    | 3-2 | 33-35, 20-25, 25-15, 27-25, 15-5  |
| 04-02                | Guaynabo - Naranjito | 1-3 | 20-25, 19-25, 25-14, 21-25        |
| 09-02                | Manatí - Corozal     | 3-1 | 26-24, 25-20, 22-25, 25-21        |
| 09-02                | Naranjito - Caguas   | 0-3 | 20-25, 23-25, 24-26               |
| 09-02                | Santurce - Guaynabo  | 3-0 | 25-12, 25-13, 25-21               |
| 10-02                | Caguas - Guaynabo    | 2-3 | 25-20, 25-17, 25-27, 21-25, 6-15  |
| 10-02                | Corozal - Naranjito  | 3-2 | 22-25, 25-19, 25-18, 18-25, 15-9  |
| 12-02                | Guaynabo - Manatí    | 3-1 | 25-23, 25-22, 27-29, 25-21        |
| 13-02                | Naranjito - Juncos   | 0-3 | 20-25, 21-25, 22-25               |
| 13-02                | Guaynabo - Corozal   | 0-3 | 22-25, 22-25, 21-25               |
| 13-02                | Santurce - Caguas    | 3-2 | 25-19, 16-25, 19-25, 25-15, 15-10 |
| 15-02                | Juncos - Guaynabo    | 1-3 | 25-23, 14-25, 23-25, 21-25        |
| 15-02                | Corozal - Santurce   | 2-3 | 17-25, 25-20, 23-25, 26-24, 10-15 |
| 15-02                | Naranjito - Manatí   | 2-3 | 25-23, 15-25, 25-21, 11-25, 8-15  |
| 17-02                | Manatí - Guaynabo    | 1-3 | 18-25, 23-25, 25-20, 21-25        |
| 17-02                | Juncos - Santurce    | 0-3 | 22-25, 22-25, 18-25               |
| 17-02                | Caguas - Corozal     | 3-0 | 25-21, 25-21, 25-19               |
| 18-02                | Juncos - Caguas      | 2-3 | 25-21, 20-25, 25-17, 23-25, 13-15 |

| Resultat grundserien |                      |     |                                   |
|                      |                      |     |                                   |
| 19-02                | Santurce - Manatí    | 2-3 | 29-27, 25-23, 19-25, 18-25, 11-15 |
| 21-02                | Naranjito - Santurce | 3-2 | 21-25, 25-20, 25-19, 22-25, 7-15  |
| 21-02                | Manatí - Caguas      | 3-2 | 21-25, 30-28, 28-26, 16-25, 12-15 |
| 21-02                | Juncos - Corozal     | 2-3 | 25-16, 19-25, 25-23, 16-25, 12-15 |
| 22-02                | Caguas - Juncos      | 0-3 | 27-29, 22-25, 18-25               |
| 23-02                | Corozal - Manatí     | 3-1 | 27-29, 25-16, 28-26, 25-22        |
| 23-02                | Naranjito - Guaynabo | 1-3 | 26-28, 25-17, 20-25, 22-25        |
| 25-02                | Naranjito - Corozal  | 2-3 | 22-25, 25-21, 26-24, 23-25, 14-16 |
| 25-02                | Manatí - Juncos      | 3-1 | 25-13, 25-18, 24-26, 25-14        |
| 27-02                | Juncos - Naranjito   | 3-2 | 25-17, 20-25, 25-12, 23-25, 16-14 |
| 27-02                | Corozal - Guaynabo   | 3-2 | 25-19, 20-25, 25-19, 21-25, 15-9  |
| 27-02                | Caguas - Santurce    | 0-3 | 18-25, 24-26, 13-25               |
| 28-02                | Guaynabo - Caguas    | 3-2 | 25-21, 25-22, 19-25, 10-25, 17-15 |
| 29-02                | Santurce - Corozal   | 3-1 | 27-25, 19-25, 25-14, 25-13        |
| 29-02                | Guaynabo - Juncos    | 1-3 | 27-25, 19-25, 21-25, 23-25        |
| 29-02                | Manatí - Naranjito   | 3-1 | 25-23, 17-25, 25-16, 25-13        |
| 01-03                | Caguas - Manatí      | 3-2 | 19-25, 25-17, 22-25, 25-20, 15-12 |
| 02-03                | Santurce - Juncos    | 3-0 | 25-19, 25-20, 25-16               |
| 02-03                | Corozal - Caguas     | 3-1 | 18-25, 25-23, 25-14, 25-17        |
| 02-03                | Naranjito - Guaynabo | 3-1 | 25-18, 18-25, 28-26, 25-23        |
| 03-03                | Manatí - Santurce    | 1-3 | 14-25, 26-24, 25-27, 23-25        |
| 04-03                | Guaynabo - Naranjito | 1-3 | 22-25, 26-28, 25-19, 25-27        |
| 05-03                | Guaynabo - Manatí    | 3-0 | 25-12, 25-21, 25-14               |
| 06-03                | Santurce - Naranjito | 3-1 | 23-25, 25-16, 25-13, 25-18        |
| 06-03                | Corozal - Juncos     | 3-1 | 25-20, 23-25, 25-15, 25-16        |
| 08-03                | Manatí - Corozal     | 2-3 | 17-25, 27-25, 21-25, 25-21, 12-15 |
| 08-03                | Naranjito - Caguas   | 3-1 | 28-26, 13-25, 25-12, 25-23        |
| 08-03                | Santurce - Guaynabo  | 3-1 | 25-19, 25-17, 26-28, 25-19        |
| 09-03                | Caguas - Guaynabo    | 3-1 | 28-26, 25-23, 31-33, 25-23        |
| 10-03                | Corozal - Naranjito  | 2-3 | 24-26, 32-30, 25-13, 17-25, 10-15 |
| 10-03                | Juncos - Manatí      | 3-1 | 21-25, 25-20, 25-17, 25-19        |
| 12-03                | Naranjito - Juncos   | 3-0 | 30-28, 25-22, 26-24               |
| 12-03                | Guaynabo - Corozal   | 3-2 | 27-25, 25-23, 20-25, 21-25, 15-9  |
| 12-03                | Caguas - Santurce    | 0-3 | 22-25, 17-25, 22-25               |
| 13-03                | Caguas - Manatí      | 2-3 | 27-25, 25-19, 14-25, 15-25, 14-16 |
| 14-03                | Santurce - Corozal   | 3-1 | 29-27, 25-17, 21-25, 25-16        |
| 14-03                | Juncos - Manatí      | 0-3 | 18-25, 23-25, 18-25               |
| 15-03                | Guaynabo - Santurce  | 0-3 | 23-25, 18-25, 20-25               |
| 15-03                | Caguas - Naranjito   | 1-3 | 25-22, 27-29, 21-25, 15-25        |
| 16-03                | Juncos - Caguas      | 3-1 | 22-25, 25-22, 25-18, 25-16        |
| 18-03                | Santurce - Naranjito | 3-0 | 25-14, 25-16, 25-18               |
| 19-03                | Corozal - Juncos     | 3-0 | 25-18, 25-20, 25-13               |

#### Sluttabell
| Pos. | Lag                     | Pt | G  | V  | P  | VS | FS | Kvot  | VP    | FP    | Kvot  |
| ---- | ----------------------- | -- | -- | -- | -- | -- | -- | ----- | ----- | ----- | ----- |
| 1    | Cangrejeras de Santurce | 58 | 24 | 19 | 5  | 66 | 28 | 2,357 | 2 180 | 1 920 | 1.135 |
| 2    | Pinkin de Corozal       | 39 | 24 | 14 | 10 | 54 | 48 | 1,125 | 2 249 | 2 186 | 1,029 |
| 3    | Atenienses de Manati    | 39 | 24 | 14 | 10 | 52 | 45 | 1,156 | 2 195 | 2 071 | 1,060 |
| 4    | Valencianas de Juncos   | 31 | 24 | 11 | 13 | 42 | 51 | 0,824 | 1 992 | 2 077 | 0,959 |
| 5    | Criollas de Caguas      | 29 | 24 | 9  | 15 | 43 | 55 | 0,782 | 1 998 | 2 078 | 0,962 |
| 6    | Changas de Naranjito    | 29 | 24 | 8  | 16 | 42 | 57 | 0,737 | 2 060 | 2 251 | 0,915 |
| 7    | Mets de Guaynabo        | 27 | 24 | 9  | 15 | 40 | 55 | 0,727 | 1 954 | 2 045 | 0,956 |

      Kvalificerade för semifinal i slutspelet
      Kvalificerade för kvartsfinal i slutspelet

### Slutspel
|  | Kvartsfinaler | Kvartsfinaler         | Kvartsfinaler     | Kvartsfinaler         | Kvartsfinaler | Kvartsfinaler | Kvartsfinaler |                         |   | Semifinaler | Semifinaler             | Semifinaler | Semifinaler | Semifinaler | Semifinaler | Semifinaler | Semifinaler | Semifinaler |  |  | Final | Final | Final | Final | Final | Final | Final | Final | Final |  |
|  |               |                       |                   |                       |               |               |               |                         |   |             |                         |             |             |             |             |             |             |             |  |  |       |       |       |       |       |       |       |       |       |  |
|  |               |                       |                   |                       |               |               |               |                         |   | 1           | Cangrejeras de Santurce | 3           | 3           | 3           | 3           |             |             |             |  |  |       |       |       |       |       |       |       |       |       |  |
|  |               |                       |                   |                       |               |               |               |                         |   | 1           | Cangrejeras de Santurce | 3           | 3           | 3           | 3           |             |             |             |  |  |       |       |       |       |       |       |       |       |       |  |
|  |               |                       | 4                 | Valencianas de Juncos | 0             | 0             | 1             | 0                       |   |             |                         |             |             |             |             |             |             |             |  |  |       |       |       |       |       |       |       |       |       |  |
|  | 4             | Valencianas de Juncos | 4                 | Valencianas de Juncos | 0             | 0             | 1             | 0                       | 3 | 3           | 3                       |             |             |             |             |             |             |             |  |  |       |       |       |       |       |       |       |       |       |  |
|  | 4             | Valencianas de Juncos |                   |                       |               |               |               |                         |   |             |                         |             |             |             |             |             |             |             |  |  |       |       |       |       |       |       |       |       |       |  |
|  | 5             | Criollas de Caguas    | 0                 | 1                     | 1             |               |               |                         |   |             |                         |             |             |             |             |             |             |             |  |  |       |       |       |       |       |       |       |       |       |  |
|  | 5             | Criollas de Caguas    | 0                 | 1                     | 1             |               | 1             | Cangrejeras de Santurce | 3 | 3           | 3                       | 3           |             |             |             |             |             |             |  |  |       |       |       |       |       |       |       |       |       |  |
|  |               |                       |                   |                       |               |               |               |                         |   |             |                         |             |             |             |             |             |             |             |  |  |       |       |       |       |       |       |       |       |       |  |
|  |               |                       | 3                 | Atenienses de Manati  | 1             | 2             | 0             | 1                       |   |             |                         |             |             |             |             |             |             |             |  |  |       |       |       |       |       |       |       |       |       |  |
|  |               |                       |                   |                       |               |               |               | 1                       |   |             |                         |             |             |             |             |             |             |             |  |  |       |       |       |       |       |       |       |       |       |  |
|  |               |                       |                   |                       |               |               |               |                         |   |             |                         |             |             |             |             |             |             |             |  |  |       |       |       |       |       |       |       |       |       |  |
|  |               |                       |                   |                       |               |               |               |                         |   |             |                         |             |             |             |             |             |             |             |  |  |       |       |       |       |       |       |       |       |       |  |
|  |               | 2                     | Pinkin de Corozal | 3                     | 1             | 1             | 2             | 0                       |   |             |                         |             |             |             |             |             |             |             |  |  |       |       |       |       |       |       |       |       |       |  |
|  |               |                       |                   |                       |               |               |               | 0                       |   |             |                         |             |             |             |             |             |             |             |  |  |       |       |       |       |       |       |       |       |       |  |
|  |               |                       | 3                 | Atenienses de Manati  | 2             | 3             | 3             | 3                       | 3 |             |                         |             |             |             |             |             |             |             |  |  |       |       |       |       |       |       |       |       |       |  |
|  | 3             | Atenienses de Manati  | 3                 | Atenienses de Manati  | 2             | 3             | 3             | 3                       | 3 | 3           | 3                       | 1           | 3           |             |             |             |             |             |  |  |       |       |       |       |       |       |       |       |       |  |
|  | 3             | Atenienses de Manati  |                   |                       |               |               |               |                         |   |             |                         |             |             |             |             |             |             |             |  |  |       |       |       |       |       |       |       |       |       |  |
|  | 6             | Changas de Naranjito  | 1                 | 1                     | 3             | 1             |               |                         |   |             |                         |             |             |             |             |             |             |             |  |  |       |       |       |       |       |       |       |       |       |  |

#### Kvartsfinaler
| Match 1 |                    |     |                            |
|         |                    |     |                            |
| 21-03   | Juncos - Caguas    | 3-0 | 25-11, 25-23, 25-19        |
| 24-03   | Manatí - Naranjito | 3-1 | 25-22, 26-24, 23-25, 25-19 |

| Match 2 |                    |     |                            |
|         |                    |     |                            |
| 23-03   | Caguas - Juncos    | 1-3 | 18-25, 25-21, 20-25, 17-25 |
| 26-03   | Naranjito - Manatí | 1-3 | 14-25, 25-15, 22-25, 22-25 |

| Match 3 |                    |     |                            |
|         |                    |     |                            |
| 24-03   | Juncos - Caguas    | 3-1 | 25-27, 25-19, 25-22, 29-27 |
| 28-03   | Manatí - Naranjito | 1-3 | 21-25, 25-14, 23-25, 20-25 |

| Match 4 |                    |     |                            |
|         |                    |     |                            |
| 31-03   | Naranjito - Manatí | 3-1 | 25-23, 22-25, 18-25, 17-25 |

#### Semifinaler
| Match 1 |                   |     |                                   |
|         |                   |     |                                   |
| 30-03   | Santurce - Juncos | 3-0 | 25-16, 25-16, 25-18               |
| 03-04   | Corozal - Manatí  | 3-2 | 25-21, 15-25, 25-23, 17-25, 16-14 |

| Match 2 |                   |     |                            |
|         |                   |     |                            |
| 01-04   | Juncos - Santurce | 0-3 | 16-25, 17-25, 23-25        |
| 04-04   | Manatí - Corozal  | 3-1 | 25-22, 25-16, 14-25, 25-22 |

| Match 3 |                   |     |                            |
|         |                   |     |                            |
| 03-04   | Santurce - Juncos | 3-1 | 25-23, 25-15, 22-25, 25-23 |
| 06-04   | Corozal - Manatí  | 1-3 | 19-25, 29-27, 19-25, 21-25 |

| Match 4 |                   |     |                                   |
|         |                   |     |                                   |
| 05-04   | Juncos - Santurce | 0-3 | 20-25, 22-25, 18-25               |
| 08-04   | Manatí - Corozal  | 3-2 | 22-25, 25-17, 23-25, 25-23, 15-12 |

| \| Match 5 \| \| \| \| \| \| \| \| \| \| 10-04 \| Corozal - Manatí \| 0-3 \| 16-25, 23-25, 17-25 \| |                  |     |                     |
| Match 5                                                                                             |                  |     |                     |
| |                  |     |                     |
| 10-04                                                                                               | Corozal - Manatí | 0-3 | 16-25, 23-25, 17-25 |

#### Final
| Match 1 |                   |     |                            |
|         |                   |     |                            |
| 14-04   | Santurce - Manatí | 3-1 | 24-26, 26-24, 25-16, 25-15 |

| Match 2 |                   |     |                                   |
|         |                   |     |                                   |
| 17-04   | Manatí - Santurce | 2-3 | 21-25, 25-23, 25-23, 23-25, 14-16 |

| Match 3 |                   |     |                     |
|         |                   |     |                     |
| 20-04   | Santurce - Manatí | 3-0 | 25-16, 25-22, 25-21 |

| Match 4 |                   |     |                            |
|         |                   |     |                            |
| 22-04   | Manatí - Santurce | 1-3 | 22-25, 25-22, 22-25, 17-25 |

## Individuella utmärkelser
| Utmärkelse                            | Giocatrice       | Lag                     |
| ------------------------------------- | ---------------- | ----------------------- |
| Mest värdefulla spelare (grundserien) | Karla Santos     | Atenienses de Manati    |
| Mest värdefulla spelare (finalen)     | Debora Seilhamer | Cangrejeras de Santurce |
| Bästa passare                         | Carli Lloyd      | Cangrejeras de Santurce |
| Rising star                           | Madison Cruzado  | Valencianas de Juncos   |
| Bästa comeback                        | Saraí Álvarez    | Pinkin de Corozal       |
| Bästa nykommling                      | Elissa Alcántara | Valencianas de Juncos   |
| Bästa libero                          | Madison Cruzado  | Valencianas de Juncos   |
| Bästa tränare                         | Jamille Torres   | Cangrejeras de Santurce |
| Bästa president                       | Marcos Martínez  | Cangrejeras de Santurce |
| All-Star Team                         | Carli Lloyd      | Cangrejeras de Santurce |
| All-Star Team                         | Karla Santos     | Atenienses de Manati    |
| All-Star Team                         | Adanna Rollins   | Changas de Naranjito    |
| All-Star Team                         | Yeliz Askan      | Cangrejeras de Santurce |
| All-Star Team                         | Emma Clothier    | Pinkin de Corozal       |
| All-Star Team                         | Janice Leao      | Criollas de Caguas      |
| All-Star Team                         | Madison Cruzado  | Valencianas de Juncos   |